# Luan Starova
Luan Arif Starova (mac. Луан Старова, ur. 14 sierpnia 1941 w Pogradcu, zm. 24 lutego 2022 w Skopju) – północnomacedoński pisarz narodowości albańskiej. Publikował swoje utwory literackie w języku albańskim i macedońskim. Brat polityka Vulneta Starovy.

## Życiorys
Studiował na uniwersytetach w Skopju i w Zagrzebiu. Na uniwersytecie w Zagrzebiu obronił doktorat z literatury francuskiej. Od 1990 pracował na stanowisku profesora, wykładał literaturę francuską na uniwersytecie w Skopju, zaś w latach 90. XX w. był pierwszym ambasadorem Republiki Macedonii w Paryżu. Pełnił także funkcję ambasadora Macedonii w Lizbonie.
Był członkiem macedońskiej Akademii Nauk i Sztuk. Pisał powieści, wiersze, eseje. Zajmował się także tłumaczeniem dzieł pisarzy francuskich na język macedoński. W 2005 r. wydawnictwo Oficyna 21 wydało polski przekład powieści Czasy kóz, nominowanej do nagrody Jeana Monneta dla Najlepszej Powieści Europejskiej, w tłumaczeniu Doroty Jovanki Ćirlić. W 2006 r. książka znalazła się w finale Nagrody Literackiej Europy Środkowej „Angelus”. W 2014 ukazała się powieść Starovy Balkanwawilonci (Балканвавилонци), która została uznana powieścią roku w Macedonii w plebiscycie organizowanym przez czasopismo Utrinski vesnik.
Na podstawie powieści Księgi mojego ojca w 2007 powstał film w reż. Rusomira Bogdanovskiego.

## Twórczość
- 1971: Луѓе и мостови (Ludzie i mosty)
- 1971: Kutijtë e pranvëres (Granice wiosny)
- 1976: Barikadat e kohës (Barykady czasu)
- 1977: Доближувања
- 1982: Релации
- 1984: Кинеска пролет (Chińska wiosna)
- 1986: Пријатели (Przyjaciele)
- 1988: Континуитети
- 1991: Митска птица (Mityczny ptak)
- 1992: Татковите книги (Księgi mojego ojca) – w wersji albańskiej: Librat e babait, Skopje 1995.
- 1993: Koha e dhive (Czasy kóz) – w wersji macedońskiej: Времето на козите.
- 1995: Librat e babait
- 1997: Атеистички музеј (Muzeum Ateizmu).
- 1998: Пресадена земја
- 2000: Патот на јагулите
- 2008: Љубовта на генералот
- 2010: Амбасади (Ambasady)
- 2011: Нови амбасади (Nowe ambasady)
- 2014: Балканвавилонци
- 2016: Враќањето на козите (Powrót kóz)
- 2016: Полифонисти (Polifoniści)
- 2020: Јаничари (Janczarzy)